# 舊五輪教堂
舊五輪教堂（日語：きゅうごりんきょうかいどう）是位於長崎縣五島市久賀島的天主教教會教堂。建於1881年（明治14年），由濱脇教會的舊教堂移築而來，被指定為日本國家重要文化財に指定，並為聯合國教科文組織的世界遺產（文化遺產）候補，於2018年審查登錄，同年6月30日正式登錄為世界遺産以「長崎與天草地方的潛伏基督徒相關遺產」中包含教堂在內構成的「久賀島聚落」登陸。
1985年（昭和60年），因鄰近地關係五輪教堂捐贈給福江市（現在的五島市），而被保存公開。

## 主保聖人
- 聖若瑟

## 沿革
- 1881年（明治14年）4月20日 - 久賀島最早的教堂，天主教濱脇教堂落成。
- 1931年（昭和6年） - 伴隨濱脇教堂的改建，濱脇教堂的舊教堂解體。其材料運到五輪地區，建造舊五輪教堂。
- 1985年（昭和60年）2月14日 - 指定為長崎縣的有形文化財。
- 1985年6月23日 - 舊聖堂的右側建設新聖堂，舉行獻堂式（新聖堂原則上不公開）。
- 1999年（平成11年）5月13日 - 舊五輪教堂被指定為國家重要文化財。
- 2015年（平成27年）10月1日 - 參訪需事先預約制度施行。
- 2016年（平成28年） - 關於登錄為世界遺產曾被認為「應集中在禁教時期」的建議，被退回推薦一次，因此對應於此，協議以象徵禁教時期的「久賀島聚落」重新推薦而成功。
- 2018年（平成30年）6月30日 - 正式登錄為世界遺產。

## 建築物概要
- 木造平房
- 拱頂天花
- 設計、施工：不詳

1881年建成的舊教堂，是僅次古老於長崎縣教堂中大浦天主堂（國寶）的木造教堂，移築時特別未翻修改建，仍保持最初的姿態。

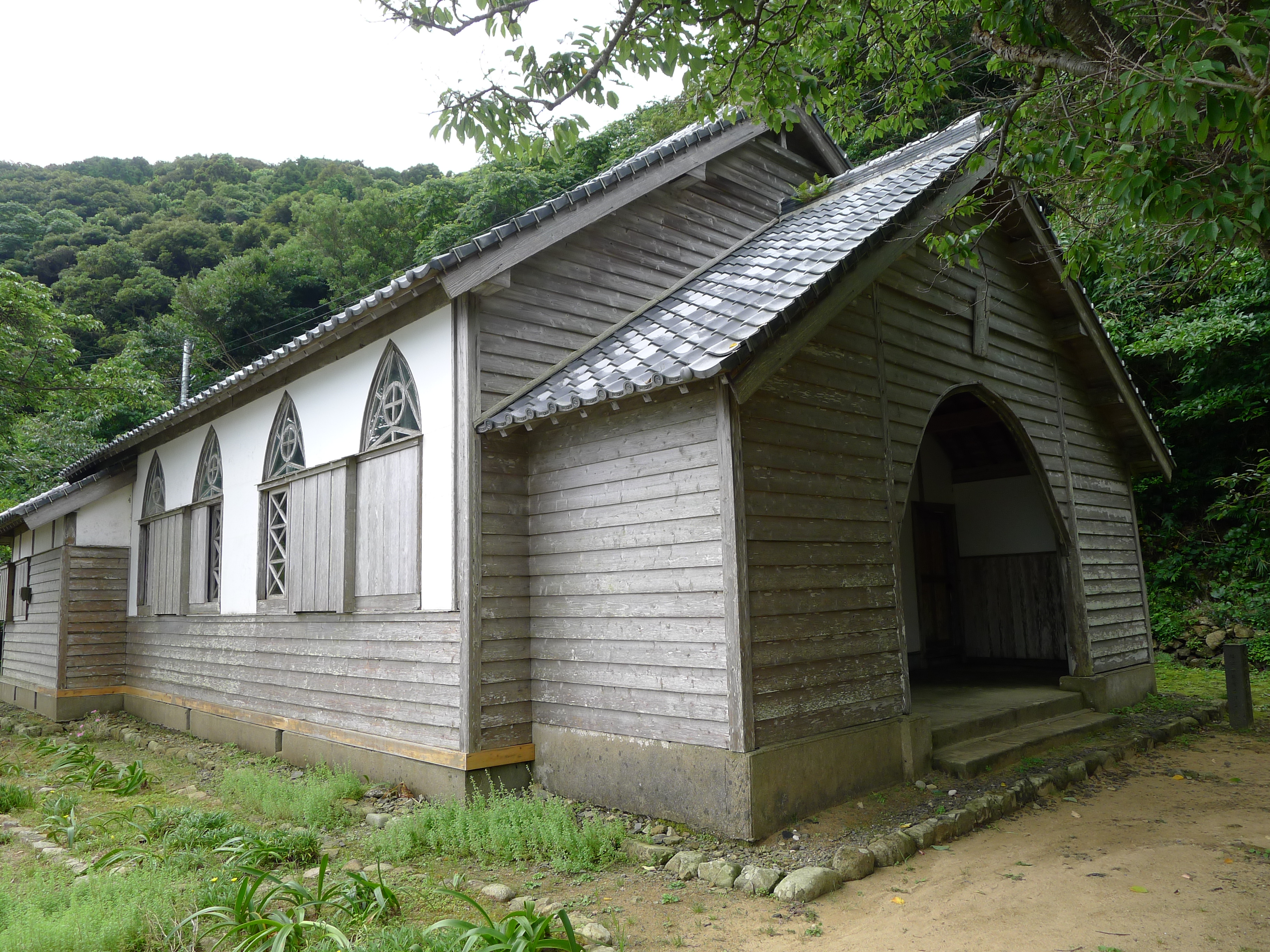
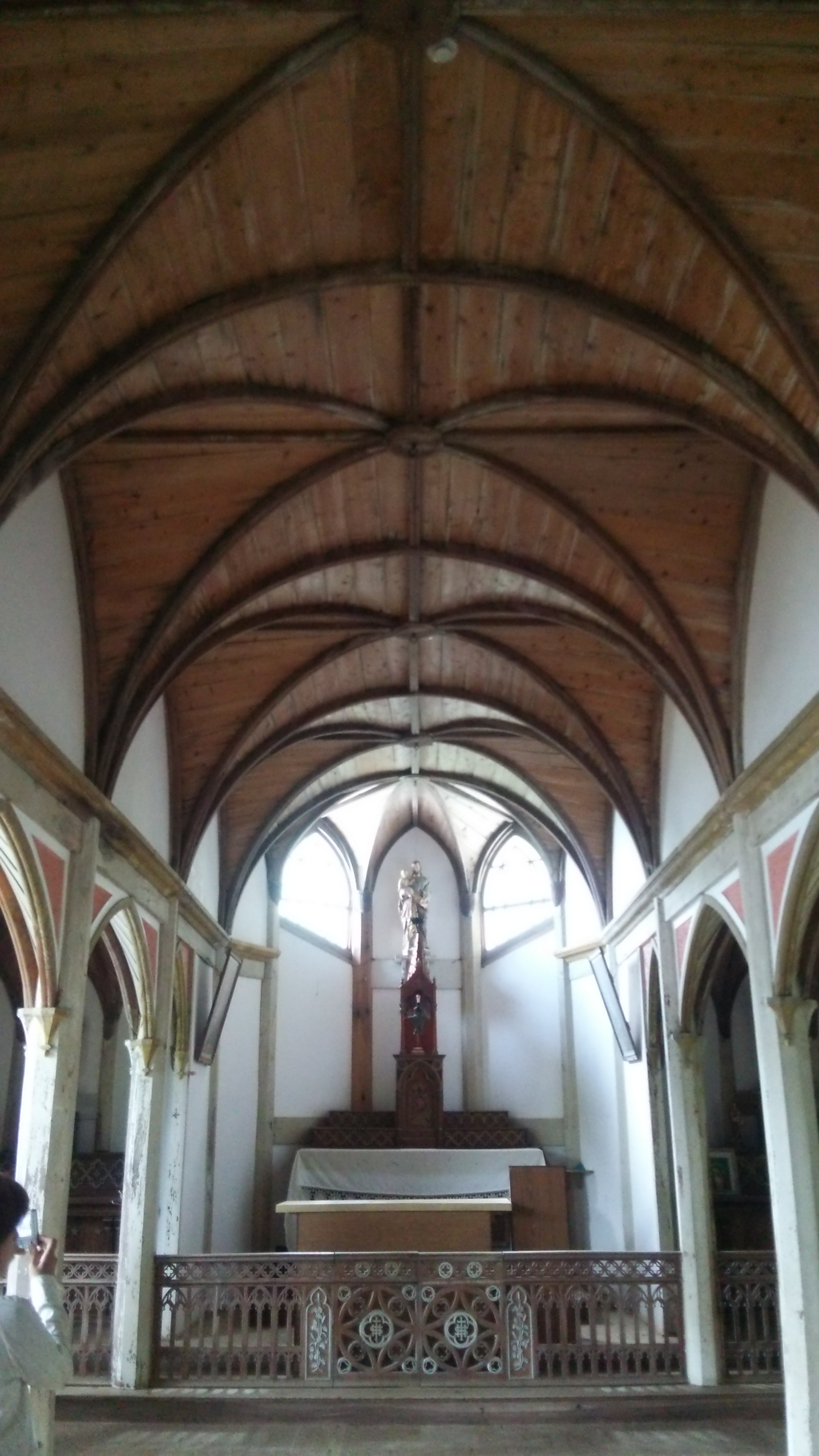

## 註腳
1. ↑  旧五輪教会堂 文化遺産データベース （页面存档备份，存于） 文化庁
2. ↑  旧五輪教会堂 長崎県の文化財 （页面存档备份，存于） 長崎県学芸文化課
3. ↑  . 產經新聞. 2018年6月30日  [2018年6月30日]. （原始内容存档于2021年4月16日）.
4. ↑  . 讀賣新聞. 2018年6月30日  [2018年6月30日]. （原始内容存档于2018年6月30日）.
5. ↑  旧五輪教会堂 長崎の教会群とキリスト教関連遺産 （页面存档备份，存于） 長崎県世界遺産登録推進室

## 外部連結
- 旧五輪教会堂 長崎旅ネット （页面存档备份，存于） 長崎縣觀光連盟
- . 世界遺産の島　五島 ホームページ.   [2018-11-02]. （原始内容存档于2019-04-12）.